# Kartonplast

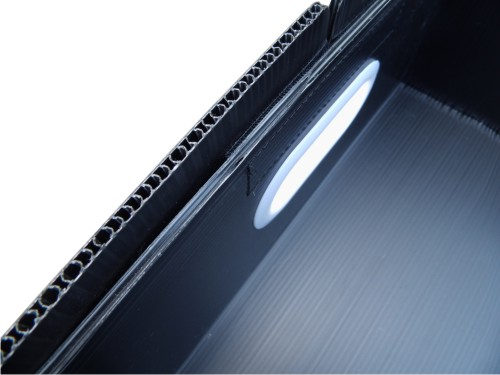
Krabice z kartonplastu-produkt SmartBox

Kartonplast, případně plastkarton, plastový karton, je materiál svou konstrukcí velmi podobný dvouvrstvému dutinkovému polykarbonátu a svým použitím papírové třívrstvé vlnité lepence. Oproti papírové lepence je ovšem pevnější, odolává vodě a řadě chemikálií, ale je stále lehký a má delší životnost než papírový materiál. Vyrábí se z polypropylenu (PP) nebo polyethylenu (PE, HDPE).
Konstrukčně je tvořen obvykle dvěma tenkými deskami s mezivrstvou podélného žebroví, která výsledný produkt vyztužuje. Tato tzv. "třívrstvá" deska odpovídá třívrstvé vlnité lepence. Vyrábí se i vícevrstvé desky. Kartonplast je pevný, ale zároveň tuhý a pružný. Vyrábí se nejčastěji v tloušťkách od 2 mm do 6 až 10 mm a v různých barvách, může se lišit chemickými vlastnostmi (možnost použití ESD materiálu a materiálu vhodného pro použití v potravinářství).

## Využití
Z kartonplastu je možno vyrábět klopové krabice (ty lze opatřit patentovaným suchým zipem a odpadá tak nutnost použití lepicí pásky pro uzavření krabice), rozložitelné přepravní boxy (lze je dobře stohovat), produktové kufříky (jako doplňky slouží různá manipulační madla a patentované plastové zámky) a kartonplastové proložky (pro svou vysokou odolnost je možné opakované použití).
Kartonplast lze kombinovat s různými materiály a rozšířit tak jeho uplatnění. Výroba je možná v kombinaci s textilem, kobercovou vrstvou, nebo pěnou. Na výrobky z kartonplastu je možné umístit potisk, nebo logo firmy.

## Výhody
Největší výhody kartonplastu jsou hlavně odolnost vůči vodě, UV odolnost, dobře odolává teplu a to v rozsahu −30 °C až do +75 °C a možnost opakovaného použití hlavně u vratných obalů (u kartonplastových krabic až 50× bez poškození opotřebením). Jako nevýhodu lze brát pořizovací cenu, která je 3 až 5× vyšší než u papírového kartonu, materiál však tento fakt dostatečně vynahrazuje svojí odolnosti a trvanlivostí.